# Nome da Síria

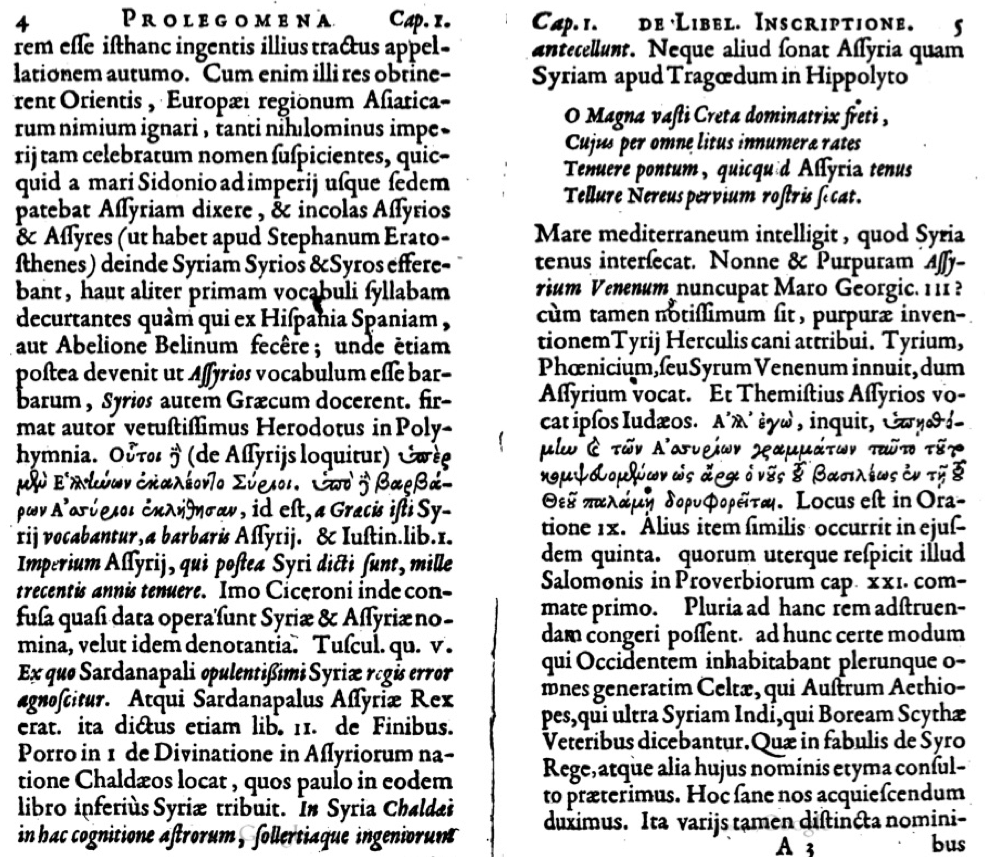
Seção de 1617 de John Selden sobre o nome da Síria e Assíria (da edição de 1629)

O nome Síria é latinizado do grego Συρία (Suría). Na tipologia toponímica, o termo Síria é classificado entre os corônimos (nomes próprios de regiões e países). A origem e o uso do termo têm sido objeto de interesse, tanto entre escritores antigos quanto entre estudiosos modernos. No uso grego primitivo, os termos Συρία (Suría) e Ασσυρία (Assuría) foram usados quase de forma intercambiável para descrever a Assíria no norte da Mesopotâmia, atual Iraque, mas no Império Romano, os termos Síria e Assíria passaram a ser usados como nomes para regiões geográficas distintas. "Síria" no período romano se referia à região da Síria (o Levante ocidental), enquanto a Assíria (Assuristão, Atura) na Mesopotâmia fazia parte do Império Sassânida e apenas muito brevemente ficou sob o controle romano (116-118 d.C., marcando o auge histórico da expansão romana). Doravante os gregos aplicaram o termo sem distinção entre os assírios da Mesopotâmia e arameus do Levante.
Etimologicamente, acredita-se que o nome Síria esteja ligado à Assíria, que foi uma importante civilização mesopotâmica antiga no Iraque moderno que existiu como uma cidade-estado do século XXI ao XIV a.C. e depois como um estado territorial e, eventualmente, um império do século XIV ao VII a.C. A Assíria chegou até o nordeste da Síria, sudeste da Turquia e franjas do noroeste do Irã, em última análise, a partir do acádio Aššur. Theodor Nöldeke em 1871 foi o primeiro a dar suporte filológico à suposição de que Síria e Assíria têm a mesma etimologia, uma sugestão que remonta a John Selden (1617). A opinião acadêmica atual favorece a conexão.
A moderna Síria (em árabe: الجمهورية العربية السورية "República Árabe Síria", desde 1961) herda seu nome do otomano vilaiete da Síria (Vilâyet-i Sûriye), estabelecido em 1865. A escolha do antigo nome regional, em vez de uma prática otomana mais comum de nomear províncias de acordo com as capitais provinciais, foi vista como um reflexo da crescente consciência histórica entre os intelectuais locais da época.
O nome árabe clássico para a região é  بلاد اَلشَّأم  bilād aš-ša'm ("A terra de Sem") filho mais velho de Noé, árabe moderno padrão اَلشَّام  aš-šām) do شأم  š'm "mão esquerda; norte". Em contraste, Baalshamin (em aramaico:  ܒܥܠ ܫܡܝܢ, transl. Senhor do Céu(s)), foi um deus do céu semita em Canaã/Fenícia e antiga Palmira. Assim, Sham refere-se a (paraíso ou céu).

## Etimologia
A maioria dos estudiosos modernos apoiam fortemente a posição já dominante de que 'sírio' e siríaco de fato derivaram de 'assírio', e a recente descoberta (1997) da inscrição bilíngue de Çineköy do século VIII a.C., escrito nas línguas luvita e fenícia, parece confirmar claramente que a Síria é, em última análise, derivada do termo assírio Aššūrāyu.
Observando o consenso acadêmico sobre questões relacionadas à interpretação dos termos Síria/Assíria na inscrição de Çineköy, alguns pesquisadores também analisaram alguns termos semelhantes que aparecem em outras inscrições contemporâneas, sugerindo algumas interpretações adicionais.
A questão foi abordada desde o início do período clássico até a Era do Renascimento por nomes como Heródoto, Estrabão, Justino, Miguel, o Sírio e John Selden, com cada um deles afirmando que sírio/siríaco eram sinônimos e derivado de assírio. Reconhecimentos estavam sendo feitos já no século V a.C. no mundo helenístico que o termo indo-europeu sírio foi derivado do assírio muito anterior.
Alguns historiadores do século XIX, como Ernest Renan, descartaram a identidade etimológica dos dois topônimos. Várias alternativas foram sugeridas, incluindo derivação de Subartu (um termo que a maioria dos estudiosos modernos de fato aceita é um nome antigo para Assíria, que estava localizada no norte da Mesopotâmia), o topônimo hurrita Śu-ri, ou Ṣūr (o nome fenício de Tiro). A Síria é conhecida como Ḫrw (Ḫuru, referindo-se aos ocupantes hurritas antes da invasão aramaica) no período de Amarna do Egito, e como אֲרָם, ʾĂrām em hebraico bíblico. J. A. Tvedtnes sugeriu que o grego Suría é emprestado do copta, e é devido a um desenvolvimento copta regular de Ḫrw para *Šuri. Nesse caso, o nome derivaria diretamente daquele dos hurritas de língua isolada e não teria relação com o nome Aššur. A explicação de Tvedtnes foi rejeitada como altamente improvável por Frye em 1992.
Várias teorias foram avançadas quanto às conexões etimológicas entre os dois termos. Alguns estudiosos sugerem que o termo Assíria incluía um artigo definido, semelhante à função do "Al-" na língua árabe. Theodor Nöldeke em 1871 deu suporte filológico à suposição de que Síria e Assíria têm a mesma etimologia, uma sugestão que remonta a John Selden (1617) enraizada em sua própria tradição hebraica sobre a descendência dos assírios de Jocsã. A opinião acadêmica atual majoritária e dominante favorece fortemente que a Síria seja originária da Assíria. Em uma inscrição monumental bilíngue hieróglifa luvita e fenícia encontrada em Çineköy, Turquia, pertencente a Uriqui, rei vassalo de Que (Cilícia), datada do século VIII a.C., é feita referência à relação entre seu reino e seus senhores assírios. A inscrição luvita lê su-ra/i enquanto a tradução fenícia lê ʾšr, ou seja, ašur "Assur", e também menciona ʾšrym "assírios", que de acordo com Rollinger "resolve o problema de uma vez por todas".
De acordo com uma hipótese diferente, o nome "Síria" pode ser derivado de "Sirion" (em hebraico:  שִׂרְיֹ֑ן Širyôn, que significa "peitoral"), o nome que os fenícios (especialmente sidônios) deram ao Monte Hermon, primeiramente[carece de fontes?] mencionado em um poema ugarítico sobre Baal e Anate:
| “                                                                          | Eles [ ... ] do Líbano e suas árvores, de [Siri]on seus preciosos cedros. | ” |
| — Poemas sobre Baal e Anate (O Ciclo de Baal) traduzidos por H.L. Ginsberg |                                                                           |   |

## História
O uso histórico do termo Síria pode ser dividido em três períodos. O primeiro período, atestado a partir do século VIII a.C., reflete o uso original luvita e cilício do termo "Síria" como sinônimo de Assíria, em vez da Síria moderna (a nordeste) que era conhecida como Arameia e Eber-Nari naquela época. Tal uso foi registrado na inscrição bilíngue luvo-fenícia de Çineköy.
Através de contatos com luvitas, cilícios e fenícios, os gregos antigos também aprenderam ambas as variantes (Síria/Assíria), usadas como sinônimos, mas depois começaram a introduzir algumas distinções, marcando assim o início do segundo período (transicional), atestado pelas obras do historiador grego Heródoto (século V a.C.). Alguns exemplos em seus escritos refletem o uso original (sinônimo) das designações de sírio e assírio, quando usadas para o povo assírio na Mesopotâmia. Heródoto afirmou explicitamente que aqueles chamados sírios pelos gregos eram chamados de assírios pelos não gregos, Por outro lado, ele afirmou que os sírios eram chamados de capadócios, pelos persas. Heródoto também introduziu algumas distinções quanto ao alcance territorial dos termos Síria e Assíria. Randolph Helm enfatizou que Heródoto nunca aplicou o termo Síria na região mesopotâmica da Assíria, que ele sempre chamou de "Assíria".
O terceiro período foi marcado pela territorialização definitiva do termo Síria, distinto da Assíria. Esse processo foi finalizado já durante a era selêucida (312-64 a.C.), quando noções helenísticas (gregas) foram aplicadas na região e termos específicos como Celessíria foram introduzidos, correspondendo às regiões ocidentais (antiga Arã), sem relação com a antiga Assíria que ainda existia como entidade geopolítica. Tais distinções foram posteriormente herdadas pelos romanos, que criaram a província da Síria, para regiões ocidentais do Eufrates, enquanto Assíria representava uma termo geográfico distinto, relacionado a regiões habitadas por assírios no norte e leste da Mesopotâmia e sudeste da Anatólia. No Império Romano, "Síria" em seu sentido mais amplo se referia a terras situadas entre a Ásia Menor e o Egito, ou seja, o Levante ocidental, enquanto "Assíria" fazia parte do Império Parta como Atura, e apenas muito brevemente ficou sob controle romano (116–118 d.C., marcando o auge histórico da expansão romana), onde era conhecido como província da Assíria.
Em 1864, a lei otomana vilaiete foi promulgada para formar o vilaiete da Síria. A nova lei provincial foi implementada em Damasco em 1865, e a província reformada foi nomeada Suria/Surie, refletindo uma crescente consciência histórica entre os intelectuais locais.